# مسلمو كائسته
مسلمو كائسته أو مسلمو كاياسثا (بالأوردية مسلمان کائستھ)، هو مجتمع مسلم، من نسل طبقة كائسته في شمال الهند وبصفة رئیسیة في ولایة أوتار براديش والبنجاب وبيهار الذین اعتنقوا إسلام أثناء حكم السلالات الإسلامیة للهند. مسلمو كاياسثا هم جزء من مسلمي ولاية اوتار براديش وكذلك من المسلمين في منطقة البنجاب. مسلمو كاياسثا يتعبرون من طبقة الشيوخ وهم سنيون حنفيون. وقد اختلطوا وتزاوجوا مع بقية المجتمعات الإسلامية على مر القرون وكان هذه سبب في فقدهم الطبقية المجتمعية واعتبروا أنفسهم جزءًا من المسلمين الناطقين بالأوردية في باكستان وشمال الهند. وهم يعيشون في ولاية أوتار براديش في الهند، ومقاطعات السند والبنجاب في باكستان والعديد منهم قد استقر الآن في المملكة المتحدة والولايات المتحدة وكندا.